# Senales
Senales (Schnals) é uma comuna italiana da região do Trentino-Alto Ádige, província de Bolzano, com cerca de 1.395 habitantes. Estende-se por uma área de 211 km², tendo uma densidade populacional de 7 hab/km². Faz fronteira com Castelbello-Ciardes, Laces, Malles Venosta, Moso in Passiria, Naturno, Parcines, Silandro.

## Demografia
| Variação demográfica do município entre 1861 e 2011                               |
|                                                                                   |
| Fonte: Istituto Nazionale di Statistica (ISTAT) - Elaboração gráfica da Wikipedia |